# Trepadonia
Trepadonia es un género de plantas con flores perteneciente a la familia   Asteraceae. es un género de plantas fanerógamas perteneciente a la familia de las asteráceas. Comprende 2 especies descritas y  aceptadas.

## Taxonomía
El género fue descrito por Harold E. Robinson y publicado en Proceedings of the Biological Society of Washington 107: 565. 1994. La especie tipo es Vernonia mexiae H. Rob. 

## Especies aceptadas
A continuación se brinda un listado de las especies del género Trepadonia aceptadas hasta julio de 2012, ordenadas alfabéticamente. Para cada una se indica el nombre binomial seguido del autor, abreviado según las convenciones y usos.
- Trepadonia mexiae (H.Rob.) H.Rob.
- Trepadonia oppositifolia H.Rob. & H.Beltrán